# Marocarcinus
Marocarcinus pasinii, Marocarcinidae
Famille
Genre
Espèce
Marocarcinus pasinii est une espèce éteinte de crabes, la seule du genre Marocarcinus et de la famille des Marocarcinidae.
Elle a été découverte au sud-est du Maroc dans le plateau des Kem Kem et date du Crétacé supérieur (Cénomanien et Turonien), c'est-à-dire il y a environ entre 100 et 90 Ma (millions d'années).